# Chumash Painted Cave State Historic Park
Il Chumash Painted Cave State Historic Park è un sito archeologico della contea di Santa Barbara, in California, che ospita alcune grotte con disegni rupestri della popolazione dei nativi dei Chumash.

## Descrizione
Il sito è si trova a circa metà strada tra Santa Barbara e Solvang (rispettivamente a nord-ovest della prima e a sud-ovest della seconda). Da Santa Barbara dista circa 13 km.
Nelle grotte del sito sono stati rinvenuti disegni Chumash eseguiti con pittura rossa, nera o bianca e raffiguranti lucertole, serpi, scorpioni.
|  |

La principale delle grotte misura 6 x 12 metri ed è situata lungo l'autostrada 154.

## Interpretazioni
Alcuni studiosi hanno interpretato i disegni come simboli religiosi, mentre altri non hanno attribuito loro alcun significato preciso.